# UR Cristiano
UR Cristiano é o canal oficial de YouTube do jogador de futebol Cristiano Ronaldo.

## História e recordes
O canal foi criado a 8 de julho de 2024, porém permaneceu secreto até que Cristiano anunciou nas suas redes sociais a criação do mesmo a 21 de agosto de 2024. Pouco antes do anúncio do canal, foram publicados 10 vídeos, entre eles a sua reação à sua figura de cera no Museu Madame Tussauds, um desafio de livre direto com o seu filho e dicas de como superar dificuldades.
Alcançou 1 milhão de subscritores 90 minutos após a publicação do seu primeiro vídeo, 5 milhões após quatro horas e 10 milhões após doze horas, tornando-se o canal do YouTube mais rápido a atingir tais marcos.
Tornou-se também o canal com mais subscritores de Portugal, ultrapassando o canal português da Nick Jr., e o canal que mais subscritores conquistou numa hora.